# Stephen Owen (homme politique)
Pour les articles homonymes, voir Stephen Owen.
Stephen Owen, né le 8 septembre 1948 à Vancouver (Colombie-Britannique) et mort le 29 juin 2023 dans la même ville, est un homme politique canadien.

## Biographie
Il est actuellement député à la Chambre des communes du Canada, représentant la circonscription britanno-colombienne de Vancouver Quadra depuis l'élection de 2000 sous la bannière du Parti libéral du Canada. Il a été ministre au sein du gouvernement de Paul Martin et est actuellement porte-parole du Parti libéral en matière de Réforme démocratique.
D'abord élu à la Chambre des communes en 2000, il est nommé au conseil des ministres du Premier ministre Jean Chrétien le 15 janvier 2002 à titre de secrétaire d'État à la fois pour la Diversification de l'économie de l'Ouest canadien et pour les Affaires indiennes et du Nord canadien. Le 12 décembre 2003, il est promu par Paul Martin au poste de ministre des Travaux publics et des Services gouvernementaux. Dans ce rôle, il doit fréquemment faire face aux questions de l'opposition concernant le scandale des commandites. Durant son mandat, Owen réussit à mener à bien la plus grande récupération de fonds publics dilapidés dans l'histoire canadienne lorsque Hewlett Packard rembourse 146 millions $ au gouvernement canadien.
Owen remporte la victoire sur son rival Stephen Rogers (un ancien ministre du gouvernement de Colombie-Britannique) lors de l'élection fédérale de 2004, et ce par une marge beaucoup plus grande que ce à quoi s'attendaient la plupart des observateurs. Il est nommé ministre de la Diversification de l'économie de l'Ouest canadien et ministre d'État au Sport le 20 juillet 2004. En temps normal, ceci aurait été vu comme une rétrogradation ; toutefois, le remaniement ministériel place Owen dans une position administrative influente pour la préparation des futurs Jeux olympiques en Colombie-Britannique.
Dans l'élection de 2006, Owen parvient de nouveau à battre Rogers et conserver son siège dans Vancouver Quadra.
Suivant l'élection, Owen est l'un des premiers à appuyer la candidature de Michael Ignatieff à l'investiture du Parti libéral, et a joué un rôle important en obtenant l'appui d'autres Britanno-Colombiens influents, tels que son cousin Philip Owen, ancien maire de Vancouver.
Stephen Owen meurt le 29 juin 2023 à Vancouver à l'âge de 74 ans.